# Lahar

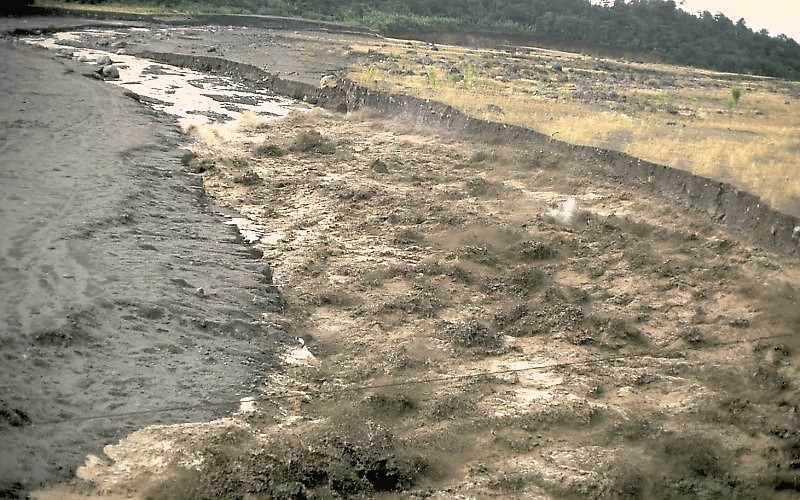
Lahar sur les pentes du volcan Santa María, au Guatemala, en 1989.

Un lahar, mot d’origine indonésienne, est une coulée boueuse d’origine volcanique. Dépôt remanié provenant de la resédimentation des produits pyroclastiques les plus meubles par des débordements fluviatiles, des fontes de neige et de glace et des pluies torrentielles, elle est principalement formée d’eau, de cendres volcaniques et de téphras et se rencontre donc le plus souvent sur les pentes des volcans gris émettant des laves andésitiques.

## Formation
Les lahars se forment généralement lorsque d’importantes pluies s’abattent sur des dépôts volcaniques, mais l’eau peut provenir aussi de la fonte, par la chaleur de l’éruption, de la glace ou de la neige. Ces dépôts n’étant pas consolidés, ils sont facilement érodés et emportés dans les rivières qu’ils font déborder. Lorsque les dépôts volcaniques sont récents et chauds, le lahar peut être brûlant (jusqu’à 90 °C). Par leur mode de formation, les lahars peuvent affecter une région des années après la fin d’une éruption volcanique si les dépôts ne sont toujours pas consolidés ; ils sont ainsi très dangereux et constituent le phénomène volcanique le plus meurtrier, plus que les coulées de lave et que les nuées ardentes.

## Conséquences
Ces coulées, très denses et très lourdes, emportent tout ce qui se trouve sur leur passage : arbres, ponts, voitures, bâtiments, etc. et peuvent charrier des blocs rocheux de plusieurs dizaines de tonnes. Elles peuvent parcourir des dizaines de kilomètres à une grande vitesse. La forte densité en matériaux des lahars fait que le début de la coulée peut se présenter sous la forme d’un front compact, créant un véritable mur de plusieurs mètres de haut et formé de blocs, troncs d’arbres et débris poussés par le flot. La composition des lahars et leur forte teneur en matériaux leur confère également un fort pouvoir érosif ce qui les rend d’autant plus dangereux car ils emportent alors rapidement des terrains sur lesquels peuvent se trouver des habitations.
Lorsque la coulée s’immobilise, elle peut laisser d’importantes couches de dépôts. Il arrive parfois qu’en séchant, les cendres volcaniques se cimentent et forment une pierre compacte.
En 1985, en Colombie, la ville d’Armero et 23 000 de ses habitants furent ensevelis sous un lahar de huit mètres de haut parti des pentes du Nevado del Ruiz, qui fut provoqué par la fonte de la calotte glaciaire sous la chaleur du magma. Cette catastrophe provoqua 25 000 morts.
Des volcanologues ont mis au point un système de détection, par un appareil analogue aux sismographes, de l’émission de vibrations de basse fréquence, généralement comprises entre 30 et 80 hertz, engendrées par les lahars lors de leur progression.

## Images

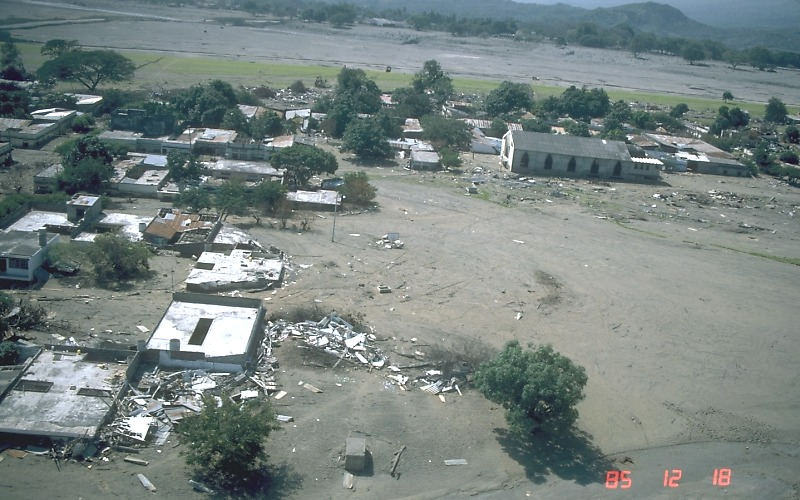
Les rues du village d’Armero en Colombie, envahies par les boues d’un lahar en 1985 (23 000 morts).
Carte des risques dus aux lahars autour du Mont Rainier.
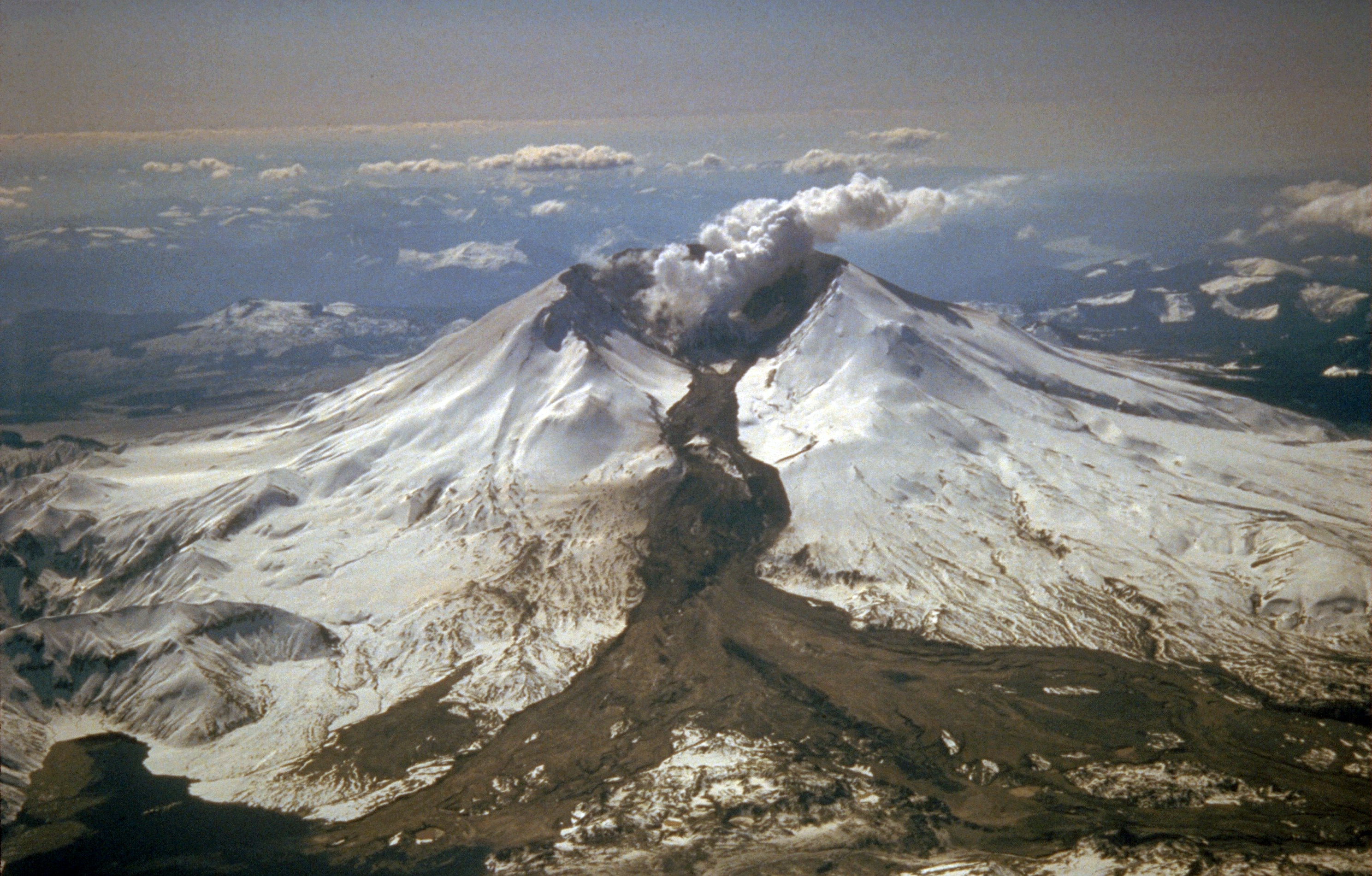
Coulée d’un lahar (en sombre).
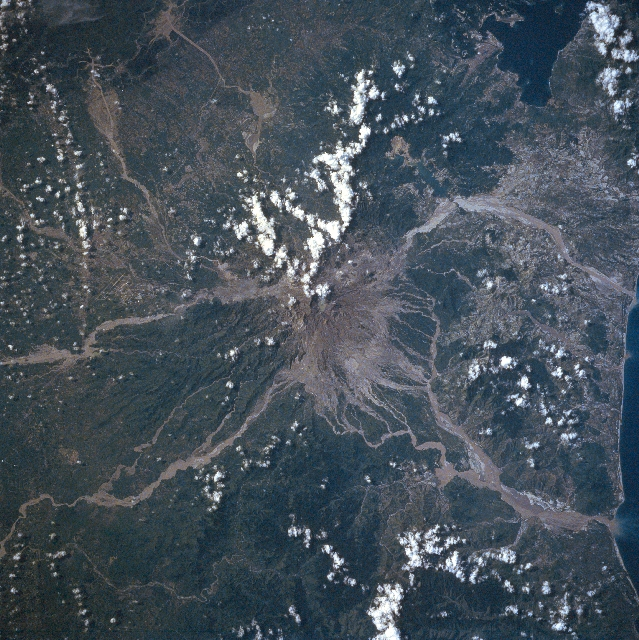
Les coulées de lahar (en gris clair) du volcan Pinatubo vues depuis l’espace.
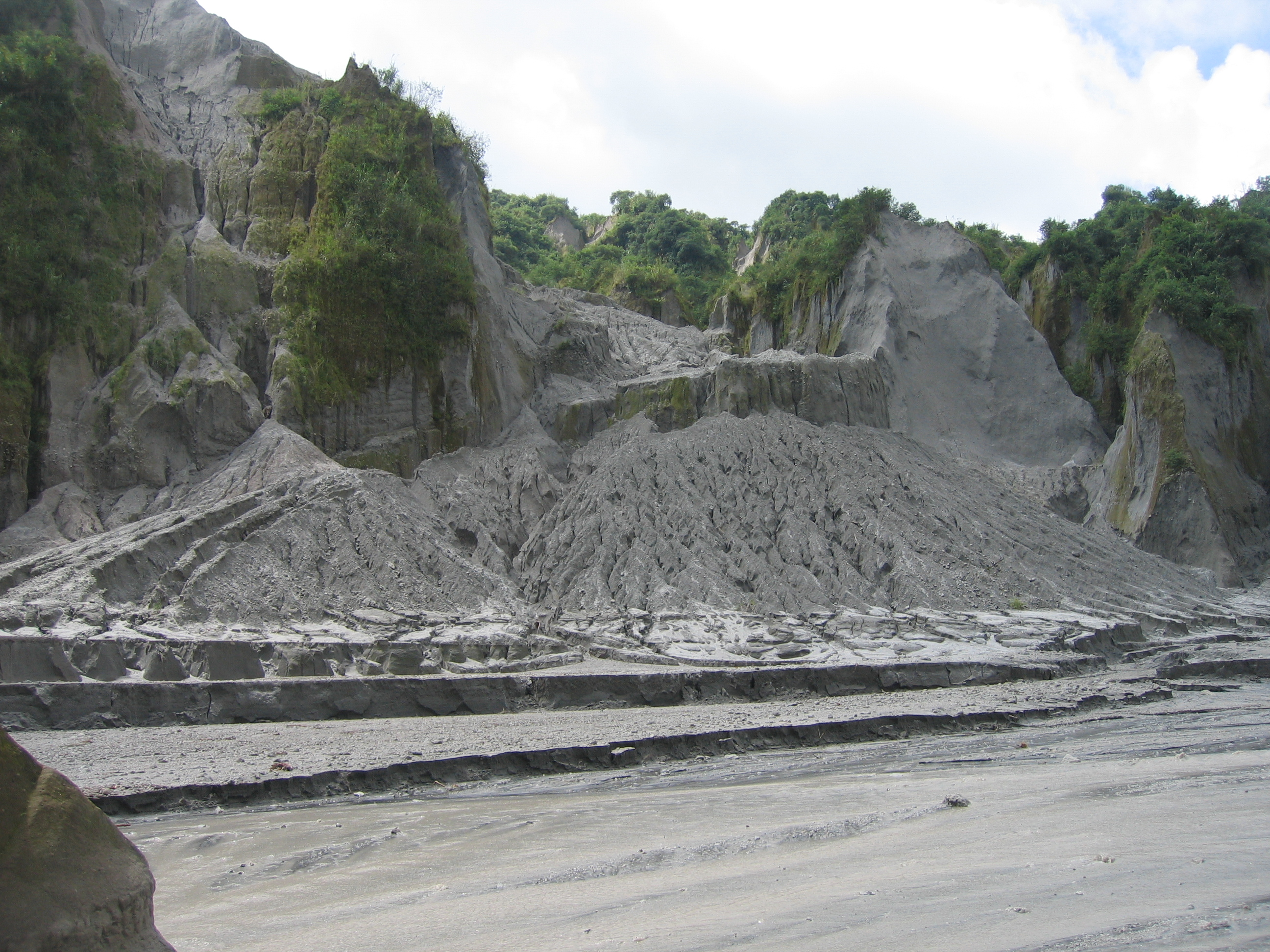
Dépôts de lahar dans une vallée du volcan Pinatubo.

### Sources
- (en) Geography site
- (en) USGS